# Дочка бутлегера
«Дочка бутлегера» (англ. The Bootlegger's Daughter) — американська драма режисера Віктора Шерцінгера 1922 року.

## У ролях
- Енід Беннетт — Нелл Бредлі
- Фред Нібло — преподобний Чарльз Алден
- Дональд Макдональд — Чарльз Фур
- Мелбурн Макдауелл — Джим Бредлі
- Вірджинія Саузерн — Емі Робінсон
- Вільям Елмер — Бен Роач
- Дж. П. Локні — Філ Гласс
- Керолайн Ранкін — Матильда Боггс
- Отто Гоффман — диякон
- Гарольд Гудвін — скрипаль